# Symphonie concertante pour violoncelle de Prokofiev
La Symphonie concertante pour violoncelle opus 125 est une œuvre pour violoncelle et orchestre écrite par le compositeur russe Serge Prokofiev entre 1950 et 1952.
C'était initialement un concerto pour violoncelle et orchestre remaniant le Concerto op. 58, dont l'accueil avait été plutôt froid et dont l'écriture était extrêmement dense. Il fut créé le 18 février 1952 à Moscou par Mstislav Rostropovitch au violoncelle et sous la baguette de Sviatoslav Richter, qui fit l'expérience de chef d'orchestre pour la première (et dernière) fois. Le compositeur insatisfait de la partition reprend cette dernière en enrichissant la partie orchestrale pour en faire une symphonie-concerto.

## Analyse de l'œuvre
L'œuvre est composée de trois parties et la durée d'exécution demande un peu plus d'une demi-heure. Il s'agit d'une des partitions les plus virtuoses pour le violoncelle de tout le répertoire concertant.
1. Andante
2. Allegro giusto
3. Finale - Andante con moto

## Instrumentation
- deux flûtes, deux hautbois, deux clarinettes, deux bassons, quatre cors, deux trompettes, trois trombones, un tuba, un célesta, instruments de percussion, timbales, cordes.